# Oenopota excurvata
Oenopota excurvata är en snäckart som först beskrevs av Carpenter 1864.  Oenopota excurvata ingår i släktet Oenopota och familjen kägelsnäckor. Inga underarter finns listade i Catalogue of Life.